# 郭英成
郭英成，祖籍廣東普宁，香港企業家，佳兆业集团創辦人。

## 生平
目前主力在中國的深圳市、长沙市、重慶市等地投資地產，項目開發超過60個。郭氏持有同济大學EMBA學位，亦曾经担任深圳大学建筑与城市规划学院客座教授、香港潮属社团总会首席会长、深圳市侨商国际联合会常务副会长等公職。2014年底辞任佳兆业集团董事會主席。
2015年4月13日，復任佳兆业集团董事會主席。
自2021年6月，郭英成擔任星島新聞集團董事會主席。
2021年10月底，佳兆業集團旗下「錦恆財富」發行、佳兆業集團擔保的一款理財產品未能如期兌付。該產品買家11月4日湧入其深圳總部尋求兌付方案，現場涉及近千名投資人。11月5日港股開盤前，佳兆業集團在交易所公告上午暫停交易，旗下佳兆業資本、佳兆業美好和佳兆業健康同時停牌，但公告未說明停牌原因。
2021年11月9日，一位人士告訴路透社，佳兆業在中國國務院智庫、銀行和多家房企參加的座談會上表示需要幫助，該公司需要向投資者、工人和供應商付款。

## 家庭
郭英成是香港上市公司康宏環球大股東郭曉群之父。
郭英成女兒郭曉亭、郭晓欣是分別為香港上市傳媒星島新聞集團、佳兆業資本投資的大股東。郭曉亭亦是佳兆業美好的董事會副主席。